# Župnija Ljubljana – Sv. Peter
Župnija Ljubljana – Sv. Peter je rimskokatoliška teritorialna župnija Dekanije Ljubljana Center Nadškofije Ljubljana. Nahaja se v Ljubljani, na robu mestnega središča, v bližini Ljubljanice in Univerzitetnega kliničnega centra.

## Zgodovina
Pražupnija je nastala že pred zmago nad Madžari v bitki pri Lechfeldu leta 955, iz prvotne misijonske postaje oglejskega patriarhata, ter je še v 13. stoletju obsegala vso Ljubljansko kotlino južno od Save, vse do meja z pražupnijami Volče, Vipava in Cerknica. Pisni viri o župniji so razmeroma pozni, prvič se leta 1163 v listini patriarha Ulrika II. o ustanovitvi župnije v Velesovem kot priča omenja župnik Peter (Petro de Leibach), leta 1227 se omenja župnija (ecclesia Labacensis) leta 1262 pa še sama cerkev (apud Laybacum in plebe in ecclesia sancti Petri). Lastništvo in patronat nad župnijo so od oglejskega patriarha skušali pridobiti različni veljaki, leta 1366 je to uspelo Habsburžanom, ki so župnijo pridružili cistercijanom v Dunajskem Novem mestu, ti so jo upravljali vse do ustanovitve ljubljanske škofije leta 1461, ko je dotedanja podružnična cerkev sv. Miklavža postala stolnica. Župnija svetega Petra je spet postala samostojna leta 1785.

## Sakralni objekti
|  | Register kulturne dediščine 915 |

|  | Register kulturne dediščine 1976 |

## Župniki (od 1758 dalje)
- 1758–1785: Jurij Japelj
- 1785–1808: Jurij Zupan
- 1808–1814: Andrej Ahačič
- 1814–1836: Janez Bedenčič
- 1836–1855: Matevž Svetličič
- 1855–1866: Luka Zierer
- 1866–1888: Matija Hočevar
- 1888–1905: Martin Malenšek
- 1905–1911: Franc Pavlič
- 1912–1936: Janez Petrič
- 1936–1945: Alojz Košmerlj, ki je bil tega leta izgnan in je pred državnimi oblastmi pobegnil v ZDA, vendar ostal naslovni župnik župnije do leta 1967
- 1948–1968: Pavel Simončič
- 1968–1981: Melhior Golob
- 1981–1989: Jošt Martelanc
- 1989–2000: Matija Ham
- 2000–2006: Jože Černe
- 2007–2011: Jožef Drolc
- 2011–2014: p. Andrej Šegula, OFM Conv
- 2014–2022: p. Cristian Balint, OFM Conv
- 2022–2023: p. Martin Gašparič, OFM Conv
- 2023: Zdravko Žagar